# Lotnisko Stara Pazova
Lotnisko Stara Pazova (IATA: SPV, ICAO: LYSP) – lotnisko położone w Starej Pazovie (Serbia). Używane jest do celów sportowych.